# Tro-Breizh
Die Tro-Breizh, auch Tro-Breiz (bretonisch; ‚Tour durch die Bretagne‘) war vom 13. bis ins 16. Jahrhundert eine der größten katholischen Wallfahrten in der Bretagne. Sie wurde auch Pardon genannt. 

## Strecke und Dauer der Wallfahrt
Die Wallfahrt fand jährlich statt, dauerte einen Monat und führte zu den Kathedralen der sieben ältesten Bischofsstädte der Bretagne. Es sind dies 
- Saint-Brieuc,
- Saint-Malo,
- Dol-de-Bretagne,
- Vannes,
- Quimper,
- Saint-Pol-de-Léon und
- Tréguier.

Diese Orte wurden der Reihe nach besucht. Mithin wurden in rund 30 Tagen über 550 km zurückgelegt.

## Bedeutung der Wallfahrt für die Katholiken
Es war unter strenggläubigen Katholiken Brauch, mindestens einmal im Leben am Tro-Breizh teilzunehmen. Die Gläubigen erhoffen durch die Teilnahme an der Wallfahrt eine Vergebung ihrer Sünden zu erlangen. Die Tro-Breizh hatte daher für die Katholiken eine so große Bedeutung, dass die Wallfahrt notfalls auch nach dem Tod im Sarg zurückgelegt wurde. 

## Erneuerung des Brauchs ab 1994
Die Wallfahrt wurde im Jahr 1994 neu belebt. Allerdings wurden die Rahmenbedingungen geändert. Die Wallfahrt beschränkt sich nunmehr in jedem Jahr auf eine einwöchige Etappe zu in einem der o. g. Orte. Die Orte werden jeweils im August reihum besucht, so dass die gesamte Wallfahrt nach sieben Jahren abgeschlossen ist.